# Церква Різдва Пресвятої Богородиці (Очеретне)
Церква Різдва Пресвятої Богородиці в Очеретному — парафія і храм Вишнівецького благочиння Тернопільської єпархії Православної церкви України в селі Очеретне Кременецький району Тернопільської области.

## Історія церкви
Хто і коли збудував перший храм, достеменно невідомо. За архівними даними, у 1910–1912 роках за кошти парафіян церкву перебудували, зробивши її більшою. При храмі діяла церковно-парафіяльна школа.
Після 1924 року активісти, серед яких були Афон Тебенко, Афон Кулина, Остап Кулина, Мисько Лазор, Профир Пархомчук і Сергій Іадорович, перевели церковну громаду до Української Автокефальної Православної церкви зі Львова. Богослужіння почали проводити українською мовою.
У 2000 році значні кошти на ремонт храму пожертвували вихідці з села, які проживають у Канаді. Завдяки спільним зусиллям громади, було проведено зовнішній ремонт, храм повністю відреставрували та позолотили іконостас. У 2012 році храм Різдва Пресвятої Богородиці святкуватиме своє 100-річчя.

## Парохи
- о. Орест Лисабей (14 січня 1997—1999),
- о. Володимир Ніколюк (1999—2009),
- о. Олег Кухарук (з 2009).